# Gaseosa

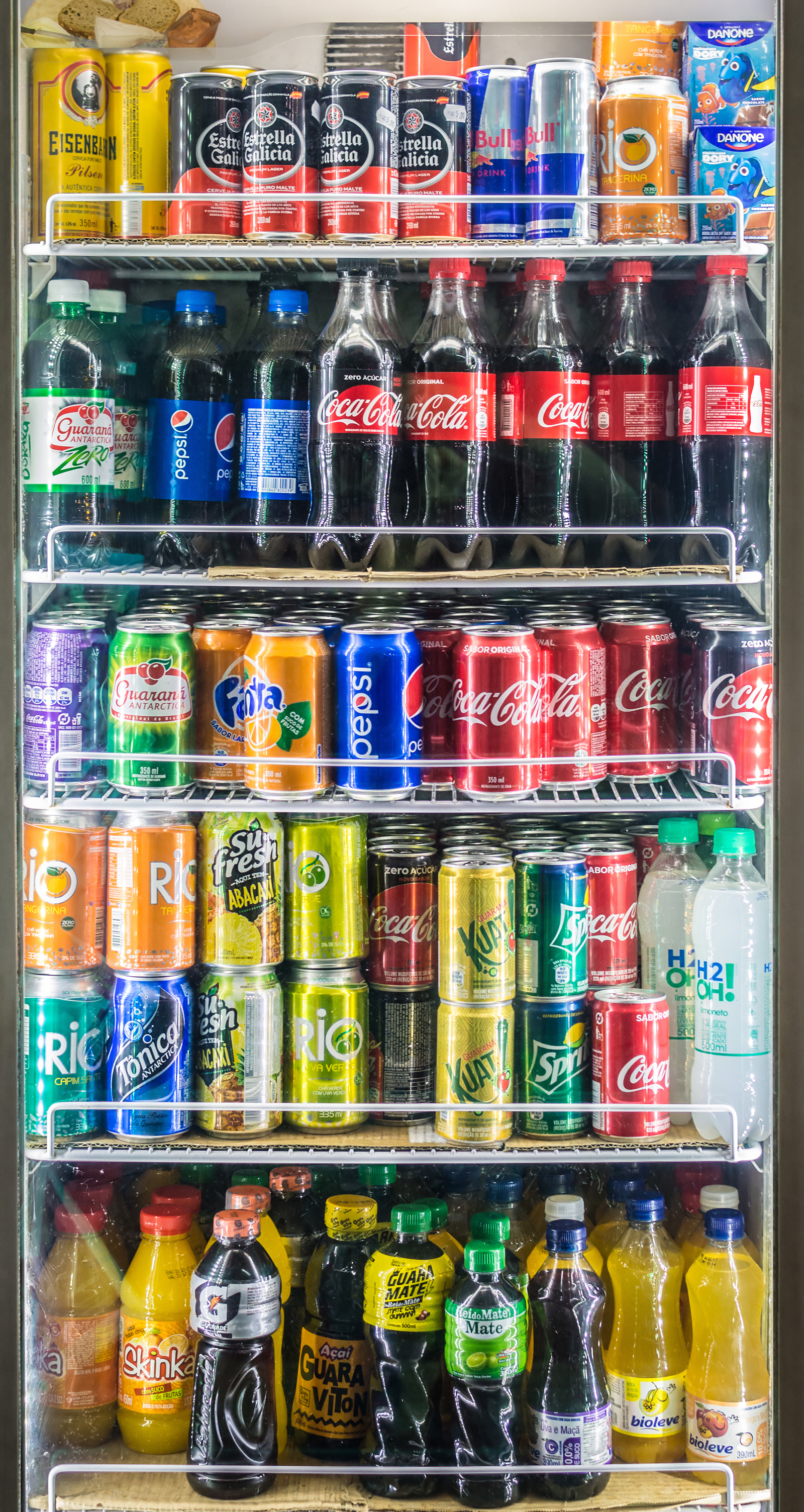
Envases de refresco en los estantes de un supermercado en Brasil.

Una gaseosa,agua gaseosa, refresco, fresco, soda o cola es una bebida hecha a base de agua carbonatada, edulcorantes naturales como fructosa o sacarosa o sintéticos como el ciclamato (E952), acidulantes, colorantes, antioxidantes, estabilizadores de acidez y conservantes. Se ofrecen en infinidad de sabores como cola, naranja, lima, limón, uva, cereza, cerveza de raíz, frambuesa y sabores propios de algunos países como guaraná, azaí, vainilla, entre otros.
En la mayoría de los países se llama «Club Soda» a un tipo de refresco carbonatado sin edulcorantes ni colorantes, utilizado comúnmente en combinación con bebidas alcohólicas.

## Historia
En Nueva York,Estados Unidos en 1832 comenzó la fabricación de bebidas en lata cuando John Matthews inventa un aparato para mezclar agua con dióxido de carbono y, además, agregarle sabor. De la popularidad de la bebida nacen negocios que mezclan el agua carbonatada con sabores a elección, llamadas fuentes de soda. Sabores como naranja, limón o uva eran muy demandados. En aquella época la gaseosa también se vendía en farmacias como remedio para curar diversos males.
En 1885, W.B. Morrison, un farmacéutico propietario de "Old Corner Drug Store" en Waco, Texas, desarrolló un distinguido sabor en su fuente de soda, su nombre: Dr Pepper, la más antigua gaseosa que aún se vende en Estados Unidos. Casi por la misma época (1886), otro farmacéutico, llamado John Pemberton, experimenta con hierbas y especies como nuez de kola africana y la hoja de coca en la ciudad de Atlanta. El resultado, una bebida que bautizó como Coca-Cola. Pemberton muere sólo un año y medio después de haber introducido al mercado el nuevo producto.
En 1898, un farmacéutico de Carolina del Norte, Caleb Bradham, busca un tónico para el dolor de cabeza a la que le agrega pepsina. En 1903, registró la marca de esta bebida como Pepsi.
Nace una nueva industria: la de las gaseosas. Uno de los desafíos fue la distribución de esta bebida que hasta el momento debía ser mezclada en el momento del consumo. La solución era embotellar la bebida, pero existían problemas técnicos de lograr un sellado hermético que permitiera conservar el gas. Se hicieron muchos intentos de cierre hasta que se inventa la tapa tipo "corona" que permite cerrar una botella de vidrio. Con el tiempo, a la botella le sucederían otras alternativas de envasado como la lata y la botella de plástico. Actualmente las botellas de plástico PET (politereftalato de etileno) ofrecen una solución liviana, libre de olor e irrompible.
En San Luis (Estados Unidos), se crea una fórmula con sabor a lima-limón que es lanzada el año 1929. El producto llegaría a llamarse 7 Up. Después de la Gran Depresión el negocio de la gaseosa se expandió. Por aquella época había cerca de 600 bebidas con sabor a lima-limón. 7 Up logró sobrevivir y ser líder de mercado en su categoría de bebida no cola.
Como respuesta a 7 Up, The Coca-Cola Company introduce la marca Sprite en 1961, sin lograr dañar seriamente su liderazgo, hasta que en los años 1980 fuerzan a sus embotelladores a embotellar Sprite en detrimento de 7 Up.
En 1963, The Coca-Cola Company introduce la primera gaseosa "dietética" o de bajas calorías: TaB.
Desde la década de 1960 en adelante se desata una fuerte competencia por el dominio del mercado de las bebidas de cola. La llamada "Guerra de las Colas", lleva a Coca-Cola y Pepsi a intensificar sus campañas de marketing. Pepsi desarrolla una imagen joven mientras que Coca-Cola, algo más formal, insta a la esperanza y el deporte. En la década de 1980, Pepsi lanza "The Pepsi Challenge" que consistía en una prueba de sabor a ciegas, donde la mayoría de los consumidores prefirió Pepsi por encima de Coca-Cola.
En el año 1992, Pepsi realizó una promoción llamada "Pepsi Number Fever" en Filipinas, que consistía en encontrar un número impreso en la tapa que permitía ganar premios desde 1000 a un millón de pesos filipinos. Las ventas aumentaron al 40%, pero tuvo un resultado catastrófico, ya que la compañía anunció como ganador final al 349 sin saber que se habían impreso 800.000 tapas con este número, generando disturbios en todo el país. Esta promoción casi provoca la bancarrota de Pepsi en Filipinas y fue una de las promociones más desastrosas de la historia.
Coca-Cola en los años posteriores sacó nuevas líneas de productos. En 1985 sufre un revés al lanzar una nueva fórmula para la Coca-Cola, que no fue exitosa y los consumidores exigen el regreso de la fórmula original. Coca-Cola vuelve con la "Coca-Cola Clásica". En 1982 se lanza Diet Coke.
La gaseosa más antigua que aún se comercializa es la colombiana Kola Roman (1865), seguida de la ecuatoriana Fioravanti (1878), después le sigue la mexicana Toni Col (originalmente conocida como Tony-Co) producida desde 1887.

## Diferencias entre las gaseosas
| Marcas         | Diferencias entre las gaseosas según su composición |
| -------------- | --- |
| Sabor original | Gaseosa a la que no se añaden azúcares (sustituidos por edulcorantes no calóricos). Dependiendo de las marcas y países, se pueden denominar Light (en este caso, con 0% de azúcares) o Zero (registrado por la compañía Coca-Cola y posteriormente por Pepsico en algunos países). La marca maneja un 30 % menos de gas en comparación con su principal competidor. Se consideran "aptos para diabéticos", aunque esta denominación no implica que sean adecuados. |
| Light          | Gaseosa con alguna sustancia reducida hasta un 25% del producto estándar (p.ej: menos sodio o azúcar). Nótese que en algunos casos la denominación Light hace referencia a una ausencia total de azúcares. |

## Referente a la salud
El consumo excesivo de gaseosas endulzadas con azúcar se asocia con obesidad, hipertensión, diabetes tipo II, caries dentales, desnutrición. y cálculos renales. Estudios experimentales tienden a apoyar el papel causal de las gaseosas endulzados con azúcar en estas dolencias, aunque esto es cuestionado por otros investigadores.
"Endulzado con azúcar" incluye bebidas que usan jarabe de maíz con alto contenido de fructosa (JMACF), así como también aquellas que usan sacarosa.
Muchas gaseosas contienen ingredientes que son en sí mismos una fuente de preocupación: la cafeína consumida en exceso está relacionada con ansiedad y con trastornos del sueño, además algunos críticos cuestionan los efectos en la salud de los azúcares agregados y los edulcorantes artificiales. El benzoato de sodio fue investigado en la Universidad de Sheffield como una posible causa de daño del ADN e hiperactividad. Otras sustancias tienen efectos negativos para la salud, pero están presentes en cantidades tan pequeñas que es poco probable que supongan un riesgo sustancial, siempre que las bebidas se consuman con moderación.
En 1998, el Centro para la Ciencia en el Interés Público (CCIP) publicó un informe titulado “Liquid Candy: How Soft Drinks are Harming Americans' Health” (Caramelo líquido: Cómo las gaseosas dañan la salud de los estadounidenses). El informe examinó las estadísticas relacionadas con el aumento del consumo de gaseosas y afirmó que el consumo "probablemente contribuya a problemas de salud". También criticó los esfuerzos de marketing de las compañías de gaseosas. En 2005, el CCIP solicitó etiquetas de advertencia en las gaseosas, similares a los de los cigarrillos y el alcohol.

### Obesidad y enfermedades relacionadas con el peso
Desde 1977 y hasta 2002, los estadounidenses duplicaron el consumo de bebidas endulzadas en ese mismo periodo de tiempo se observó una tendencia paralela a la duplicación de la prevalencia de obesidad. El consumo de bebidas azucaradas se asocia con el sobrepeso y la obesidad, y los cambios en el consumo pueden ayudar a predecir los cambios en el peso.
Es posible que la correlación se deba a un tercer factor: las personas que llevan estilos de vida poco saludables podrían consumir más gaseosas. Si es así, entonces la asociación entre el consumo de gaseosas y el aumento de peso podría reflejar las consecuencias de un estilo de vida poco saludable en lugar de las consecuencias de consumir gaseosas. Es necesario realizar pruebas experimentales para establecer definitivamente el papel causal del consumo de gaseosas. Revisiones de la evidencia experimental sugieren que el consumo de gaseosas causa aumento de peso, pero el efecto es a menudo pequeño, excepto en individuos con sobrepeso.
Muchos de estos experimentos examinaron la influencia de las gaseosas azucaradas en el aumento de peso en niños y adolescentes. En un estudio, los adolescentes reemplazaron las gaseosas endulzadas con azúcar en su dieta por gaseosas endulzadas artificialmente que fueron enviados a sus hogares durante 25 semanas.
En comparación niños en un grupo de control, contra niños que recibieron bebidas endulzadas artificialmente tuvieron un aumento menor de en su IMC (−0.14 kg/m²), pero este efecto solo fue estadísticamente significativo entre los niños de mayor peso (que vieron un beneficio de −0.75 kg/m²). En otro estudio, un programa educativo alentaba a los escolares a consumir menos gaseosas] Durante el año escolar, la prevalencia de obesidad disminuyó entre los niños en el programa en un 0,2%, en comparación con un aumento del 7,5% entre los niños en el grupo de control. Otro estudio, publicado en Pediatrics en 2013, concluyó que para los niños de 2 a 5 años de edad, el riesgo de obesidad aumenta un 43% si son consumidores regulares de gaseosas en comparación con aquellos que raramente o nunca las consumen. La OMS sugiere, para luchar contra la epidemia de obesidad infantil, la reducción de azúcares y la creación de entornos saludables con mayor accesibilidad a opciones dietéticas más saludables para niños y adolescentes.
También se ha especulado que las bebidas azucaradas pueden causar aumento de peso en adultos. En un estudio, personas con sobrepeso consumieron un suplemento diario de bebidas o alimentos endulzados con sacarosa o endulzados artificialmente durante un período de 10 semanas.
La mayor parte del suplemento fue en forma de gaseosas. Los individuos en el grupo de sacarosa ganaron 1.6 kg, y los individuos en el grupo de edulcorantes artificiales perdieron 1.0 kg. En un estudio de dos semanas, los participantes complementaron su dieta con gaseosas endulzados con azúcar, gaseosas endulzados artificialmente o ninguno de ellos. Aunque los participantes ganaron más peso al consumir bebidas endulzadas con azúcar, algunas de las diferencias no fueron confiables: las diferencias entre los hombres que consumieron bebidas endulzadas con azúcar o ninguna bebida no fueron estadísticamente significativas.
Otra investigación sugiere que las gaseosas podrían desempeñar un papel especial en el aumento de peso. Un experimento de cuatro semanas comparó un suplemento de 450 calorías por día de gaseosas azucarados con un suplemento de 450 calorías por día de grageas. El suplemento de grageas no produjo aumento de peso, pero sí el suplemento de refresco. La razón probable de la diferencia en el aumento de peso es que las personas que consumieron los caramelos disminuyeron su ingesta calórica en las comidas subsiguientes, mientras que las personas que consumieron gaseosas no lo hicieron. Por lo tanto, los bajos niveles de saciedad proporcionados por las gaseosas endulzadas con azúcar pueden explicar su asociación con la obesidad. Es decir, las personas que consumen calorías en bebidas endulzadas con azúcar pueden no reducir adecuadamente la ingesta de calorías de otras fuentes. De hecho, las personas consumen más calorías totales en las comidas y en los días en que reciben bebidas azucaradas que cuando reciben bebidas endulzadas artificialmente o agua.  Sin embargo, estos resultados son contradichos por un estudio de Adam Drewnowski publicado en 2004, en el que "32 sujetos consumieron un bocadillo de 300 calorías de galletas de frambuesa sin grasa o cola regular en dos ocasiones cada uno, ya sea dos horas (" temprano ") o 20 minutos ("tarde") antes del almuerzo”. Encontró que "... Las calorías consumidas en el almuerzo no se vieron afectadas por el hecho de que la merienda fuera galletas o cola."
El consumo de gaseosas endulzados con azúcar también puede asociarse con muchas enfermedades relacionadas con el peso, incluida la diabetes, síndrome metabólico y factores de riesgo cardiovascular y presión arterial elevada.

Según las investigaciones presentadas en las Sesiones científicas 2013 de Epidemiología y Prevención / Nutrición, Actividad Física y Metabolismo de la American Heart Association (AHA) por investigadores de la Escuela de Salud Pública de Harvard, las bebidas azucaradas pueden ser responsables de 180,000 muertes cada año en todo el mundo.

### Caries dentales
La mayoría de las gaseosas contienen altas concentraciones de carbohidratos simples: glucosa, fructosa, sacarosa y otros azúcares simples. Si las bacterias orales fermentan los carbohidratos y producen ácidos que pueden disolver el esmalte dental y provocar caries, las bebidas endulzadas pueden aumentar el riesgo de caries. El riesgo sería mayor si la frecuencia de consumo es alta.
Una gran cantidad de gaseosas son ácidas, al igual que muchas frutas, salsas y otros alimentos. El consumo de bebidas ácidas durante un largo período de tiempo y el consumo continuo de alcohol pueden erosionar el esmalte dental. Un estudio de 2007 determinó que algunas aguas chispeantes con sabor son tan erosivas o más que el jugo de naranja.
El uso de una pajita a menudo es aconsejable por los dentistas, ya que la bebida no entra en contacto con los dientes. También se ha sugerido que se debe evitar cepillarse los dientes inmediatamente después de tomar bebidas no alcohólicas, ya que esto puede provocar una erosión adicional a los dientes debido a la presencia de ácido.

### Hipopotasemia
Ha habido un puñado de informes publicados que describen a individuos con hipopotasemia grave (niveles bajos de potasio) relacionados con el consumo extremo de bebidas cola.

### Densidad y pérdida ósea
En un metaanálisis de 88 estudios, el consumo de gaseosas se relaciona con una disminución en el consumo de leche junto con la vitamina D, la vitamina B6, la vitamina B12, el calcio, las proteínas y otros micronutrientes. El fósforo, un micronutriente, se puede encontrar en las bebidas tipo cola, pero puede haber un riesgo en consumir demasiado. El fósforo y el calcio se utilizan en el cuerpo para crear fosfato de calcio, que es el componente principal del hueso. Sin embargo, la combinación de demasiado fósforo con muy poco calcio en el cuerpo puede conducir a una degeneración de la masa ósea. Las investigaciones sugieren una relación inversa estadísticamente significativa entre el consumo de bebidas carbonatadas y la densidad mineral ósea en niñas jóvenes, lo que las coloca en un mayor riesgo de fracturas.
Una hipótesis para explicar esta relación es que el ácido fosfórico contenido en algunas gaseosas (colas) desplaza el calcio de los huesos, disminuyendo la densidad ósea del esqueleto y conduciendo a huesos frágiles u osteoporosis. Sin embargo, los estudios del metabolismo del calcio de 2001 por el Dr. Robert Heaney sugirieron que el efecto neto de los gaseosas carbonatados (incluidas las colas, que usan ácido fosfórico como acidulante) sobre la excreción de calcio en la orina fue despreciable. Heaney concluyó que las gaseosas carbonatadas, que no contienen los nutrientes necesarios para la salud ósea, pueden desplazar a otros alimentos que sí lo hacen, y que el problema real es que las personas que beben muchos gaseosas también tienden a tener una dieta baja en calcio.
Un estudio realizado en 2006 con varios miles de hombres y mujeres, encontró que las mujeres que bebían sodas a base de cola (tres o más al día) tenían una densidad mineral ósea (DMO) significativamente menor que el 4% en la cadera que las que no lo hicieron, aunque los investigadores controlaron factores importantes como el calcio y la ingesta de vitamina D. El estudio también encontró que las mujeres que bebían gaseosas que no eran de cola no parecían tener una DMO más baja y que la DMO de las mujeres que bebían cola descafeinada no era tan baja como las mujeres que bebían gaseosas de cola con cafeína. El estudio encontró que el efecto del consumo regular de gaseosas de cola no fue significativo en la DMO de los hombres.
En las décadas de 1950 y 1960 hubo intentos en Francia y Japón de prohibir la venta de Coca-Cola por ser peligrosa, ya que los fosfatos pueden bloquear la absorción de calcio. Sin embargo, no tuvieron éxito, ya que se demostró que las cantidades de fosfato eran demasiado pequeñas para tener un efecto significativo.

### Azúcares
La ingesta diaria recomendada (IR) de azúcares agregados del Departamento de agricultura de los Estados Unidos (USDA) es de menos de 10 cucharaditas por día para una dieta de 2,000 calorías. La ingesta calórica alta contribuye a la obesidad si no se equilibra con el ejercicio, y se requiere una gran cantidad de ejercicio para compensar los alimentos y bebidas ricos en calorías.
Hasta 1985, la mayoría de las calorías de las gaseosas provenían del azúcar o de jarabe de maíz. A partir de 2010, el jarabe de maíz con alto contenido de fructosa (JMAF) en Estados Unidos se utiliza casi exclusivamente como edulcorante debido a su menor costo mientras que en Europa predomina la sacarosa, ya que las políticas agrícolas de la CEE favorecen la producción de remolacha azucarera. Se ha criticado al JMAF por tener una serie de efectos perjudiciales para la salud, como el de predisponer la diabetes, la hiperactividad, la hipertensión y una serie de otros trastornos. Aunque se ha presentado evidencia anecdótica para respaldar tales afirmaciones, es bien sabido que el cuerpo humano descompone la sacarosa en glucosa y fructosa antes de que sea absorbida por los intestinos. Los azúcares simples, como la fructosa, se convierten en los mismos compuestos que en el metabolismo de la glucosa. Sin embargo, el metabolismo de la fructosa es extremadamente rápido y es iniciado por la fructoquinasa. La actividad de la fructoquinasa no está regulada por el metabolismo o las hormonas y se produce rápidamente después de la ingesta de fructosa. Mientras que los compuestos del metabolismo de la fructosa son similares a los de la glucosa, las tasas de formación mucho más alta. Este hecho promueve la síntesis de ácidos grasos y triglicéridos en el hígado, lo que lleva a la acumulación de grasa en todo el cuerpo y posiblemente a la enfermedad de hígado graso no alcohólico. El aumento en los niveles de lípidos en la sangre también parece corresponderse con la ingesta de fructosa en el tiempo. Una bebida azucarada o una bebida con alto contenido de azúcar pueden referirse a cualquier bebida que consiste principalmente de agua y azúcar (a menudo azúcar de caña o JMAF), Incluyendo gaseosas, algunos de frutas y bebidas energéticas.

### Benceno
En 2006, la Agencia de Normas Alimentarias del Reino Unido publicó los resultados de su encuesta sobre los niveles de benceno en bebidas no alcohólicas, que probó 150 productos y encontró que cuatro contenían niveles de benceno por encima de las directrices de la Organización Mundial de la Salud (OMS) para el agua potable.
La Administración de Drogas y Alimentos de los Estados Unidos (FDA) publicó sus propios resultados de pruebas de varias gaseosas que contenían benzoatos y ácido ascórbico o eritórbico. Cinco bebidas probadas contenían niveles de benceno por encima del estándar recomendado por la Agencia de Protección Ambiental de 5 ppb (partes por mil millones, 10-9). A partir de 2006, la FDA expresó su creencia de que "los niveles de benceno encontrados en los gaseosas y otras bebidas hasta la fecha no representan un problema de seguridad para los consumidores".

### Pesticidas en India
En 2003, el Centro de Ciencia y Medio Ambiente (CCMA) sin fines de lucro de Delhi publicó un informe disputado sobre los niveles de pesticidas en los gaseosas de Coca Cola y Pepsi vendidos en la India a niveles 30 veces superiores a los considerados seguros por la Comunidad Económica Europea (CEE). Esto se encontró principalmente en 12 marcas de bebidas frías vendidas en Nueva Delhi y sus alrededores. El ministro de salud de la India dijo que las pruebas de CCMA no eran precisas y dijo que las pruebas del gobierno encontraron niveles de pesticidas dentro de las normas de la India pero superiores a las normas de la USA. El ministro de salud de la India dijo que las pruebas de CCMA no eran precisas y dijo que las pruebas del gobierno encontraron niveles de pesticidas dentro de las normas de la India pero superiores a las normas de la CEE. Un informe similar del CCMA en agosto de 2006 llevó a muchos gobiernos estatales a prohibir la venta de gaseosas en las escuelas. Kerala emitió una prohibición total sobre la venta o fabricación de bebidas gaseosas en total. (Estos fueron luego eliminados en la corte). A cambio, las compañías de gaseosas como Coca-Cola y Pepsi han publicado avisos en los medios de comunicación sobre la seguridad del consumo de las bebidas. El Laboratorio Central de Ciencia con sede en el Reino Unido, encargado por Coca-Cola, encontró que sus productos cumplían con los estándares de la CEE en 2006. Coca-Cola y la Universidad de Míchigan encargaron un estudio independiente de sus plantas embotelladoras por parte del Instituto de Energía y Recursos (IER), que informó en 2008 que no había sustancias químicas peligrosas en el suministro de agua utilizado.

### Cálculos renales
Un estudio publicado en la Revista clínica de la Sociedad Americana de Nefrología en 2013 concluyó que el consumo de gaseosas estaba asociado con un riesgo 23% mayor de desarrollar cálculos renales. Las bebidas gaseosas son, hoy en día, una de las bebidas más consumidas en todo el mundo, especialmente entre la población joven. El consumo comienza a muy temprana edad y aumenta durante la adolescencia.

## Nombres
A continuación pueden observarse los distintos nombres que recibe según la ubicación, tanto común como legalmente.

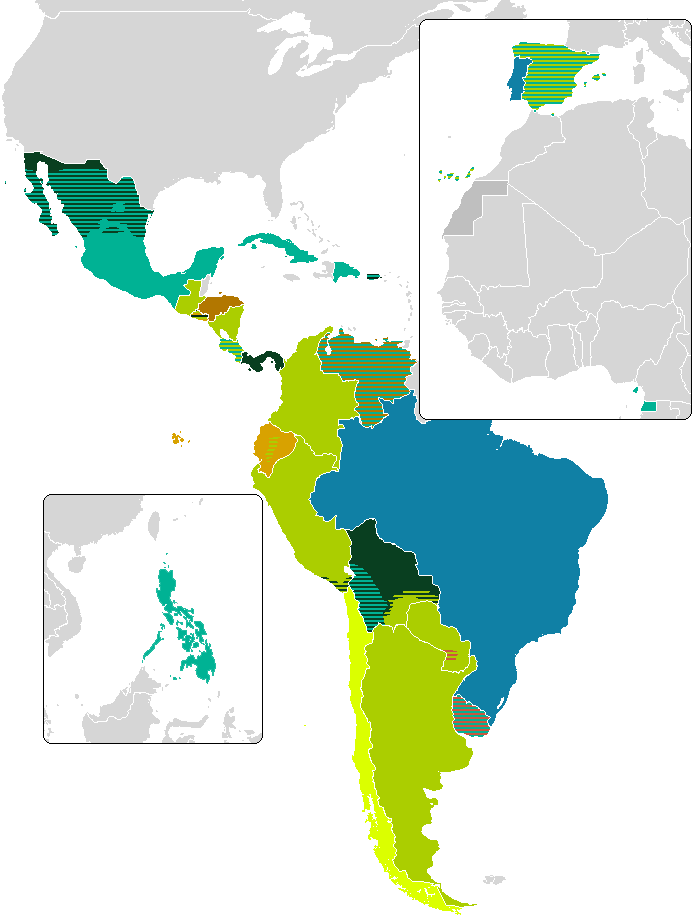
Nombre de las bebidas carbonatadas por país:
Gaseosa
Refresco
Refrigerante
Soda
Fresco
Bebida
Cola
Coca

| Lugar                | Nombre común                                                                                             | Nombre legal                                   |
| -------------------- | --- | ---------------------------------------------- |
| Argentina            | Gaseosa / o por su marca                                                                                 | Bebida sin alcohol gasificada                  |
| Bolivia              | Soda en el este, Gaseosa en el sur y sureste, en el occidente suele ser Soda o Refresco / o por su marca | Bebida gasificada, bebida analcohólica con gas |
| Brasil               | Refrigerante                                                                                             |                                                |
| Chile                | Bebida / o por su marca                                                                                  | Bebida de fantasía                             |
| Colombia             | Gaseosa / o por su marca                                                                                 | Bebida sin alcohol gasificada                  |
| Costa Rica           | Gaseosa, Fresco, Refresco / o por su marca                                                               |                                                |
| Cuba                 | Refresco                                                                                                 |                                                |
| Ecuador              | Cola | Bebida gaseosa                                 |
| El Salvador          | Gaseosa, Soda, Coca / o por su marca                                                                     | Bebida carbonatada                             |
| España               | Gaseosa (bebida incolora edulcorada o azucarada), Refresco (bebida con sabores) / o por su marca         | Bebida refrescante                             |
| Estados Unidos       | Soda, Pop, Coke, Soft Drink, Refresco                                                                    |                                                |
| Filipinas            | Refresco / o por su marca                                                                                |                                                |
| Groenlandia          | Imrujaq, Sodavand                                                                                        |                                                |
| Guatemala            | Gaseosa                                                                                                  | Bebida no alcohólica                           |
| Guinea Ecuatorial    | Gaseosa                                                                                                  |                                                |
| Honduras             | Fresco / o por su marca                                                                                  |                                                |
| México               | Refresco, a veces "chesco" o Soda, en el norte se le acostumbra llama Soda / o por su marca              |                                                |
| Nicaragua            | Gaseosa / o por su marca                                                                                 |                                                |
| Panamá               | Soda | Bebida gasificada                              |
| Paraguay             | Gaseosa, Coca / o por su marca                                                                           | Bebida sin alcohol gasificada                  |
| Perú                 | Gaseosa / o por su marca                                                                                 | Bebida gasificada                              |
| Portugal             | Refrigerante                                                                                             |                                                |
| República Dominicana | Refresco / o por su marca                                                                                |                                                |
| Uruguay              | Refresco o Coca / o por su marca                                                                         | Bebida sin alcohol gasificada                  |
| Venezuela            | Refresco o Fresco                                                                                        | Bebidas refrescantes carbonatadas              |

## Refrescos de México

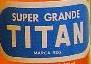
Carátula de refresco Titán

### Titán
Titán es un refresco mexicano originario de Tulancingo, Hidalgo, surgido en los años 50. Fue creado por Roberto Morales, quien utilizó las frutas de diversos árboles para tener un producto más natural, entre ellos el jengibre, piña, tamarindo o mandarina.

## Ingredientes comunes
- Agua carbonatada: es la base esencial para la producción de cualquier gaseosa. En grandes fábricas primero se desmineraliza el agua, y luego se le agregan minerales en cantidades predeterminadas.
- Aditivos:
  - Edulcorantes: le confieren sabor dulce, se separan según su procedencia en tres clases:
    - Naturales: sacarosa (azúcar de mesa). Generalmente se utilizan otros azúcares, que endulzan menos, traen los mismos problemas de diabetes por gramo (es decir, que traen más problemas para el mismo sabor dulce), pero resultan más baratos. Actualmente el más utilizado es la fructosa (JMAF, jarabe de Maíz de Alta Fructosa).
    - Sintéticos: son más baratos, pero pueden tener sabores no muy agradables. Por ejemplo: Ciclamato (E 952), Acesulfamo K (E 950), Aspartamo (E 951), sucralosa, etc.
    - Naturales, pero que no aportan glucosa: los glucósidos steviósidos y rebaudiósidos obtenidos de la planta Stevia rebaudiana no aumentan la glucemia, pero son hasta 300 veces más dulces que el azúcar.

  - Acidulante: le proporcionan la acidez adecuada. Por ejemplo: ácido cítrico, ácido fosfórico, etc.
  - Estabilizantes de la acidez.
  - Colorantes.
  - Aromatizantes.
  - Conservantes.
  - Antioxidantes.
  - Espesantes.